# 1663 a tudományban
Az 1663. év a tudományban és a technikában.

## Születések
- augusztus 31. – Guillaume Amontons francia feltaláló († 1705)

## Halálozások
- december 28. – Francesco Maria Grimaldi itáliai matematikus és fizikus (* 1618)